# 1,4-dinitrobenzeen
1,4-dinitrobenzeen is een organische verbinding met als brutoformule C6H4N2O4. De stof komt voor als kleurloze kristallen, die quasi-onoplosbaar zijn in water.

## Synthese
1,4-dinitrobenzeen wordt bereid door een aromatische nitrering van nitrobenzeen. Hierbij worden ook 1,2-dinitrobenzeen (6%) en 1,3-dinitrobenzeen (93%) gevormd.

## Toxicologie en veiligheid
De stof kan bij verwarming ontploffen, zelfs in afwezigheid van lucht. Ze vormt bij verbranding giftige gassen en dampen, onder andere stikstofoxiden. 1,2-dinitrobenzeen reageert hevig met sterk oxiderende stoffen, sterke basen, en reducerende metalen (zink en tin), waardoor brand- en ontploffingsgevaar ontstaat. Mengsels met salpeterzuur zijn zeer ontplofbaar.
De stof is irriterend voor de ogen en de luchtwegen. De stof kan effecten hebben op het bloed, met als gevolg de vorming van methemoglobine. De effecten kunnen met vertraging optreden.
De stof kan effecten hebben op het bloed, met als gevolg bloedarmoede. Ze kan ook effecten hebben op de lever, met als gevolg een verstoorde werking.